# Danilo Aceval
Danilo Aceval, właśc. Danilo Vicente Aceval Maldonado (ur. 15 września 1975 w Arroyo) – piłkarz paragwajski grający na pozycji bramkarza.

## Kariera klubowa
Karierę piłkarską Aceval rozpoczął w stołecznym mieście Asunción w tamtejszym klubie Cerro Porteño. W 1994 roku zadebiutował w jego barwach w paragwajskiej Primera División. W swoim pierwszym sezonie wywalczył z tym klubem mistrzostwo Paragwaju. W 1995 roku zwyciężył w nieistniejącym już Torneo República, a w 1996 roku ponownie sięgnął po tytuł mistrzowski.
W 1997 roku Aceval wyjechał do Argentyny i przez rok bronił w tamtejszym Uniónie Santa Fe. W 1999 roku wrócił do Cerro Porteño, a w 2000 roku był zawodnikiem Sportivo San Lorenzo. Po pół roku trafił do Meksyku i był zawodnikiem Tigres UANL z miasta Monterrey.
W 2001 roku Aceval znów grał w lidze paragwajskiej, tym razem będąc bramkarzem Club Olimpia. Przez pierwsze trzy sezony był rezerwowym dla innego reprezentanta kraju, Ricarda Tavarellego, ale w 2004 roku był podstawowym bramkarzem klubu. W 2002 roku wygrał Copa Libertadores (w finale: 0:1, 2:1 i wygrana po serii rzutów karnych z AD São Caetano). Z kolei w 2003 roku zdobył Recopa Sudamericana.
W 2005 roku ponownie grał w Cerro Porteño i po raz trzeci został z nim mistrzem Paragwaju. W 2006 roku przeszedł do 12 de Octubre Itaugua, a w 2007 znalazł się w kadrze chilijskiego Ñublense z miasta Chillán, dla którego zdobył 4 gole. Od 2008 roku jest zawodnikiem Deportes Concepción.

## Kariera reprezentacyjna
W reprezentacji Paragwaju Aceval zadebiutował w 1997 roku. W 1998 został powołany przez selekcjonera Paula Césara Carpegianiego do kadry na Mistrzostwa Świata we Francji. Tam był rezerwowym zawodnikiem dla José Luisa Chilaverta i nie wystąpił w żadnym spotkaniu. Ostatni mecz w reprezentacji rozegrał w 2005 roku.